# Cancer Biotherapy and Radiopharmaceuticals
Cancer Biotherapy and Radiopharmaceuticals, abgekürzt Cancer Biother. Radiopharm., ist eine wissenschaftliche Fachzeitschrift, die vom Mary Ann Liebert-Verlag veröffentlicht wird.

## Beschreibung
Die Zeitschrift wurde 1983 unter dem Namen Cancer Drug Delivery gegründet, im Jahr 1989 erfolgte eine Änderung des Namens in Selective Cancer Therapeutics. Im Jahr 1993 wurde der Name in Cancer Biotherapy geändert und im Jahr 1996 verlängert in Cancer Biotherapy and Radiopharmaceuticals. Die Zeitschrift erscheint mit zehn Ausgaben im Jahr. Es werden Arbeiten veröffentlicht, die sich mit dem Einsatz von Biologicals und Radioimmuntherapeutika für die Tumortherapie beschäftigen.
Der Impact Factor lag im Jahr 2014 bei 1,778. Nach der Statistik des ISI Web of Knowledge wird das Journal mit diesem Impact Factor in der Kategorie Pharmakologie und Pharmazie an 163. Stelle von 254 Zeitschriften, in der Kategorie experimentelle und forschende Medizin an 80. Stelle von 123 Zeitschriften, in der Kategorie Onkologie an 165. Stelle von 211 Zeitschriften und in der Kategorie Radiologie, Nuklearmedizin und medizinische Bildgebung an 60. Stelle von 125 Zeitschriften geführt.